# 스테판 흐로트하위스

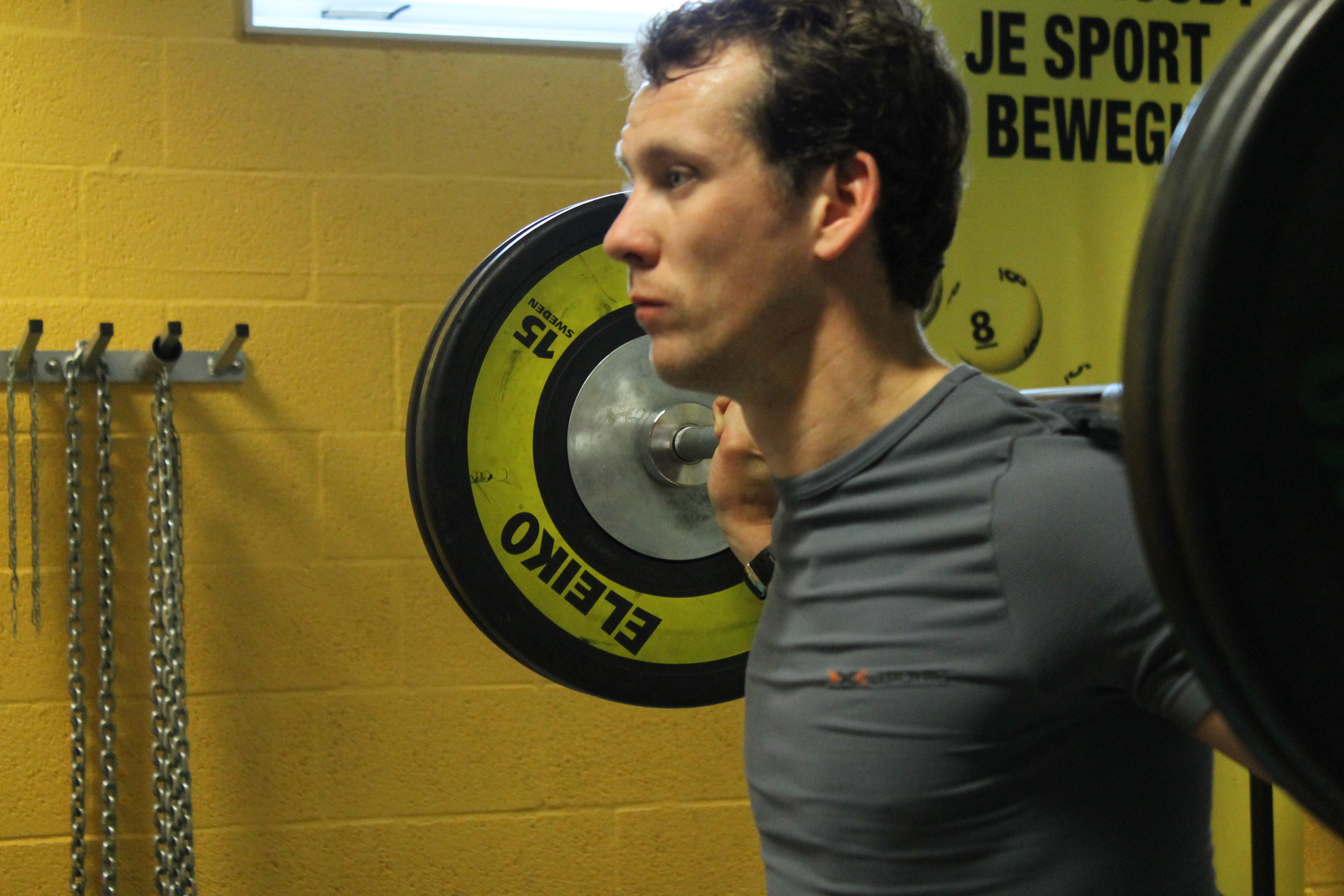

스테판 흐로트하위스(네덜란드어: Stefan Groothuis, 1981년 11월 23일~)는 네덜란드의 남자 스피드 스케이팅 선수이다.
네덜란드에서 단거리 전문 선수로 유명하다. 2012년 세계 스프린트 선수권 대회에서 전대회 챔피언이였던 이규혁을 근소한 차로 제치고 우승하였다. 2014년 동계 올림픽 1000m에서 금메달을 획득했다.